# Reggina Calcio 1989-1990
Questa pagina raccoglie i dati riguardanti la Reggina nella stagione 1989-1990.

## Stagione
Nella stagione 1989-1990 la squadra granata, allenata da Bruno Bolchi, ha concluso il campionato di Serie B in sesta posizione ma fu per tante giornate al terzo e al quarto posto.
Curiosità: la gara Parma-Reggina (quarta e terza in classifica) terminò (2-1) per i ducali (vantaggio amaranto), durante la gara il calciatore amaranto Armando Cascione venne colpito alla testa da un accendino lanciato dagli spalti e gli furono applicati dei punti di sutura. La lega dapprima confermò il risultato del campo poi diede la vittoria a tavolino (0-2) alla Reggina, poi rimodificò il risultato in favore dei ducali e dopo oltre un mese e mezzo ridiede la vittoria agli amaranto. Dal momento di queste diatribe la Reggina iniziò a perdere posizioni in classifica e concluse poi al sesto posto.
Lo score della squadra reggina è stato di 13 vittorie, 16 pareggi e 9 sconfitte - reti realizzate 32 gol subiti 27. Sono salite in Serie A il Torino, il Pisa, il Cagliari e per la prima volta nella sua storia il Parma.

## La rabona di Paciocco
Questo campionato è da ricordare per un gesto atletico non ancora usuale, alla 35ª giornata Reggina -Triestina terminata (2-1), il calciatore Ricardo Paciocco realizzò un calcio di rigore facendo la rabona, anni dopo dichiarò che fu una sfida con l'allenatore Bruno Bolchi. Negli allenamenti era solito tirare i rigori tramite quel gesto e l'allenatore gli disse se fosse così bravo a farlo anche durante una gara di campionato, così quando prese il pallone i suoi compagni tentarono di fargli cambiare idea (il primo rigorista era Fulvio Simonini, regolarmente in campo) ma lui non esitò e regalò agli spettatori quel grande gesto inusuale.

## Divise e sponsor
Il fornitore tecnico è Adidas.
| Casa | Trasferta |

## Rosa
| N. |                   | Ruolo | Calciatore               |
| -- | ----------------- | ----- | ------------------------ |
| -  | Italia (bandiera) | P     | Mauro Rosin              |
| -  | Italia (bandiera) | P     | Alberto Torresin         |
| -  | Italia (bandiera) | D     | Vincenzo Attrice         |
| -  | Italia (bandiera) | D     | Giuseppe Bagnato         |
| -  | Italia (bandiera) | D     | Armando Cascione         |
| -  | Italia (bandiera) | D     | Rocco De Marco           |
| -  | Italia (bandiera) | D     | Piermario Granzotto      |
| -  | Italia (bandiera) | D     | Rosario Pergolizzi       |
| -  | Italia (bandiera) | D     | Giovanni Francesco Pozza |
| -  | Italia (bandiera) | C     | Pietro Armenise          |
| -  | Italia (bandiera) | C     | Daniele Bernazzani       |

| N. |                   | Ruolo | Calciatore         |
| -- | ----------------- | ----- | ------------------ |
| -  | Italia (bandiera) | C     | Giampaolo Gheller  |
| -  | Italia (bandiera) | C     | Livio Maranzano    |
| -  | Italia (bandiera) | C     | Massimo Mariotto   |
| -  | Italia (bandiera) | C     | Massimo Orlando    |
| -  | Italia (bandiera) | C     | Giovanni Soncin    |
| -  | Italia (bandiera) | C     | Marco Tomaselli    |
| -  | Italia (bandiera) | C     | Alessandro Toffoli |
| -  | Italia (bandiera) | A     | Fulvio Simonini    |
| -  | Italia (bandiera) | A     | Alex Visentin      |
| -  | Italia (bandiera) | A     | Ricardo Paciocco   |
| -  | Italia (bandiera) | A     | Diego Zanin        |

## Risultati

### Campionato

#### Girone di andata
| Reggio Calabria 27 agosto 1989, ore 14:30 1ª giornata | Reggina                       | 0 – 0 referto | Parma | Stadio Comunale (14000 spett.)\| Arbitro: \| Boemo (Cervignano del Friuli) \| |
| Arbitro:                                              | Boemo (Cervignano del Friuli) |               |       |                                                                               |

| Arbitro: | Rosica (Roma) |

|               |           |  |
| Valentini 78’ | Marcatori |  |

| Arbitro: | Bizzarri (Ferrara) |

|                |           |  |
| Pergolizzi 89’ | Marcatori |  |

| Arbitro: | Trentalange (Torino) |

|               |           |                |
| Fermanelli 4’ | Marcatori | 41’ Pergolizzi |

| Arbitro: | Magni (Bergamo) |

|                               |           |                    |
| Paciocco 6’, 85’ De Marco 90’ | Marcatori | 38’ (aut.)Armenise |

| Arbitro: | Bailo (Novi Ligure) |

|               |           |               |
| Lorenzini 87’ | Marcatori | 49’M. Orlando |

| Arbitro: | Monni (Sassari) |

|                  |           |             |
| D. Bolognesi 71’ | Marcatori | 8’ Cascione |

| Arbitro: | Ceccarini (Livorno) |

|  |           |            |
|  | Marcatori | 34’ Corini |

| Arbitro: | Pezzella (Frattamaggiore) |

|  |           |             |
|  | Marcatori | 64’Simonini |

| Reggio Calabria 29 ottobre 1989 10ª giornata | Reggina         | 0 – 0 referto | Torino | Comunale (20.220 spett.)\| Arbitro: \| Nicchi (Arezzo) \| |
| Arbitro:                                     | Nicchi (Arezzo) |               |        |                                                           |

| Cosenza 5 novembre 1989 11ª giornata | Cosenza             | 0 – 0 referto | Reggina | San Vito (12.000 spett.)\| Arbitro: \| Coppetelli (Tivoli) \| |
| Arbitro:                             | Coppetelli (Tivoli) |               |         |                                                               |

| Arbitro: | Rosica (Roma) |

|                           |           |            |
| Paciocco 14’ Simonini 56’ | Marcatori | 61’ Pagano |

| Reggio Calabria 19 novembre 1989 13ª giornata | Reggina             | 0 – 0 referto | Pisa | Stadio Comunale (15.000 spett.)\| Arbitro: \| F. Baldas (Trieste) \| |
| Arbitro:                                      | F. Baldas (Trieste) |               |      |                                                                      |

| Arbitro: | Fabricatore (Roma) |

|               |           |             |
| De Vecchi 50’ | Marcatori | 7’ Mariotto |

| Arbitro: | Lombardi (La Spezia) |

|                               |           |  |
| Fonte 35’ (aut.) Simonini 48’ | Marcatori |  |

| Arbitro: | Dal Forno (Ivrea) |

|                        |           |  |
| Lerda 41’ Consagra 53’ | Marcatori |  |

| Arbitro: | Magni (Bergamo) |

|                                               |           |               |
| Simonini 17’, 63’ Paciocco 55’ M. Orlando 58’ | Marcatori | 33’ Parpiglia |

| Ancona 30 dicembre 1989 18ª giornata | Ancona            | 0 – 0 referto | Reggina | Stadio Dorico (6.500 spett.)\| Arbitro: \| Beschin (Legnago) \| |
| Arbitro:                             | Beschin (Legnago) |               |         |                                                                 |

| Arbitro: | Bizzarri (Ferrara) |

|                             |           |              |
| Pergolizzi 61’ Paciocco 87’ | Marcatori | 85’ Taormina |

#### Girone di ritorno
| Arbitro: | Di Cola (Avezzano) |

|                              |           |              |
| Pizzi 50’ (rig.), 71’ (rig.) | Marcatori | 43’ De Marco |

| Arbitro: | Dal Forno (Ivrea) |

|              |           |  |
| De Marco 39’ | Marcatori |  |

| Arbitro: | Beschin (Legnago) |

|          |           |  |
| Bivi 70’ | Marcatori |  |

| Arbitro: | Merlino (Torre del Greco) |

|  |           |               |
|  | Marcatori | 18’ Galderisi |

| Catanzaro 18 febbraio 1990 24ª giornata | Catanzaro         | 0 – 0 referto | Reggina | Stadio Nicola Ceravolo (8.000 spett.)\| Arbitro: \| Pairetto (Torino) \| |
| Arbitro:                                | Pairetto (Torino) |               |         |                                                                          |

| Arbitro: | Monni (Sassari) |

|                          |           |          |
| Bagnato 72’ Simonini 90’ | Marcatori | 31’ Zian |

| Reggio Calabria 4 marzo 1990 26ª giornata | Reggina             | 0 – 0 referto | Barletta | Stadio Oreste Granillo (10.000 spett.)\| Arbitro: \| Bailo (Novi Ligure) \| |
| Arbitro:                                  | Bailo (Novi Ligure) |               |          |                                                                             |

| Arbitro: | Felicani (Bologna) |

|             |           |             |
| 9’Altobelli | Marcatori | 30’Paciocco |

| Arbitro: | Dal Forno (ivrea) |

|  |           |            |
|  | Marcatori | 51’ Protti |

| Arbitro: | Quartuccio (Torre Annunziata) |

|                       |           |  |
| Lentini 65’ Sordo 85’ | Marcatori |  |

| Reggio Calabria 1º aprile 1990 30ª giornata | Reggina             | 0 – 0 referto | Cosenza | Stadio Comunale (15.000 spett.)\| Arbitro: \| F. Baldas (Trieste) \| |
| Arbitro:                                    | F. Baldas (Trieste) |               |         |                                                                      |

| Arbitro: | Trentalange (Torino) |

|            |           |              |
| Traini 23’ | Marcatori | 6’ Maranzano |

| Pisa 22 aprile 1990 32ª giornata | Pisa             | 0 – 0 referto | Reggina | Arena Garibaldi (12.000 spett.)\| Arbitro: \| Cornieti (Forlì) \| |
| Arbitro:                         | Cornieti (Forlì) |               |         |                                                                   |

| Arbitro: | Beschin (Legnago) |

|              |           |  |
| Simonini 64’ | Marcatori |  |

| Foggia 6 maggio 1990 34ª giornata | Foggia         | 0 – 0 referto | Reggina | Stadio Pino Zaccheria (8.000 spett.)\| Arbitro: \| Luci (Firenze) \| |
| Arbitro:                          | Luci (Firenze) |               |         |                                                                      |

| Arbitro: | Merlino (Torre del Greco) |

|                                  |           |              |
| Mariotto 12’ Paciocco 75’ (rig.) | Marcatori | 38’ Consagra |

| Arbitro: | Fabricatore (Roma) |

|                  |           |  |
| Cinello 57’, 66’ | Marcatori |  |

| Arbitro: | Frigerio (Milano) |

|  |           |                 |
|  | Marcatori | 49’, 55’ Ciocci |

| Arbitro: | Monni (Sassari) |

|                    |           |                                          |
| Tarantino 41’, 44’ | Marcatori | 65’ Visentin 88’ Mariotto 90’ Pergolizzi |

### Coppa Italia

#### Primo turno
| Arbitro: | Iori (Parma) |

|  |           |           |
|  | Marcatori | 25’ Zanin |

#### Secondo turno
| Arbitro: | Cornieti (Forlì) |

|                            |           |  |
| Zola 20’ Renica 22’ (rig.) | Marcatori |  |

### Statistiche dei giocatori
| Giocatore     | Serie B  | Serie B | Serie B     | Serie B    | Coppa Italia | Coppa Italia | Coppa Italia | Coppa Italia | Totale   | Totale | Totale      | Totale     |
| Giocatore     | Presenze | Reti    | Ammonizioni | Espulsioni | Presenze     | Reti         | Ammonizioni  | Espulsioni   | Presenze | Reti   | Ammonizioni | Espulsioni |
| ------------- | -------- | ------- | ----------- | ---------- | ------------ | ------------ | ------------ | ------------ | -------- | ------ | ----------- | ---------- |
| M. Rosin      | 35       | 23      | -           | 0          | 2            | 2            | 0            | 0            | 37       | 25     | 0           | 0          |
| G. Bagnato    | 36       | 1       | -           | 0          | 2            | 0            | 0            | 0            | 38       | 1      | 0           | 0          |
| V. Attrice    | 36       | 0       | 0           | 0          | 2            | 0            | 0            | 0            | 38       | 0      | 0           | 0          |
| P. Armenise   | 33       | 0       | 0           | 0          | 2            | 0            | 0            | 0            | 35       | 0      | 0           | 0          |
| A. Cascione   | 23       | 1       | 0           | 0          | 2            | 0            | 0            | 0            | 25       | 1      | 0           | 0          |
| M. Mariotto   | 31       | 3       | 0           | 0          | 2            | 0            | 0            | 0            | 33       | 3      | 0           | 0          |
| D. Zanin      | 22       | 0       | 0           | 0          | 2            | 1            | 0            | 0            | 24       | 1      | 0           | 0          |
| D. Bernazzani | 33       | 0       | 0           | 0          | 2            | 0            | 0            | 0            | 35       | 0      | 0           | 0          |
| L. Maranzano  | 24       | 1       | 0           | 0          | 2            | 0            | 0            | 0            | 26       | 1      | 0           | 0          |
| G. Soncin     | 4        | 0       | 0           | 0          | 1            | 0            | 0            | 0            | 5        | 0      | 0           | 0          |
| A. Torresin   | 5        | 4       | 0           | 0          | 0            | 0            | 0            | 0            | 5        | 4      | 0           | 0          |
| R. Pergolizzi | 33       | 4       | 0           | 0          | 1            | 0            | 0            | 0            | 34       | 4      | 0           | 0          |
| R. Paciocco   | 30       | 7       | 0           | 0          | 0            | 0            | 0            | 0            | 30       | 7      | 0           | 0          |
| A. Visentin   | 7        | 1       | 0           | 0          | 0            | 0            | 0            | 0            | 7        | 1      | 0           | 0          |
| M. Orlando    | 34       | 2       | 0           | 0          | 1            | 0            | 0            | 0            | 35       | 2      | 0           | 0          |
| G. Pozza      | 25       | 0       | 0           | 0          | 2            | 0            | 0            | 0            | 27       | 0      | 0           | 0          |
| R. De Marco   | 32       | 2       | 0           | 0          | 2            | 0            | 0            | 0            | 34       | 2      | 0           | 0          |
| F. Simonini   | 30       | 7       | 0           | 0          | 0            | 0            | 0            | 0            | 30       | 7      | 0           | 0          |
| P. Granzotto  | 2        | 0       | 0           | 0          | 0            | 0            | 0            | 0            | 2        | 0      | 0           | 0          |
| M. Tomaselli  | 8        | 0       | 0           | 0          | 0            | 0            | 0            | 0            | 8        | 0      | 0           | 0          |

## Piazzamenti
- Serie B: 6º posto.
- Coppa Italia: eliminata al secondo turno eliminatorio.